# Lisowicia bojani
Lisowicia bojani és una espècie extinta de sinàpsid de la família dels stahleckèrids que visqué en allò que avui en dia és Europa durant el Triàsic superior, fa entre 205 i 212 milions d'anys. Se n'han trobat restes fòssils a la formació dels llits de Wielichowo (sud-oest de Polònia). Es tracta de l'única espècie del gènere Lisowicia. Devia fer 4,5 metres de llargada i 2,6 metres d'alçada i pesar unes 9 tones, cosa que en podria fer el tetràpode terrestre més gros del seu temps que no era un dinosaure. Es nodria de matèria vegetal. El nom genèric Lisowicia deriva del nom de Lisowice, el llogaret on fou trobat, mentre que el nom específic bojani li fou assignat en honor de Ludwig Heinrich Bojanus, un anatomista comparatiu del segle xviii.